# Sandrine Mathivet

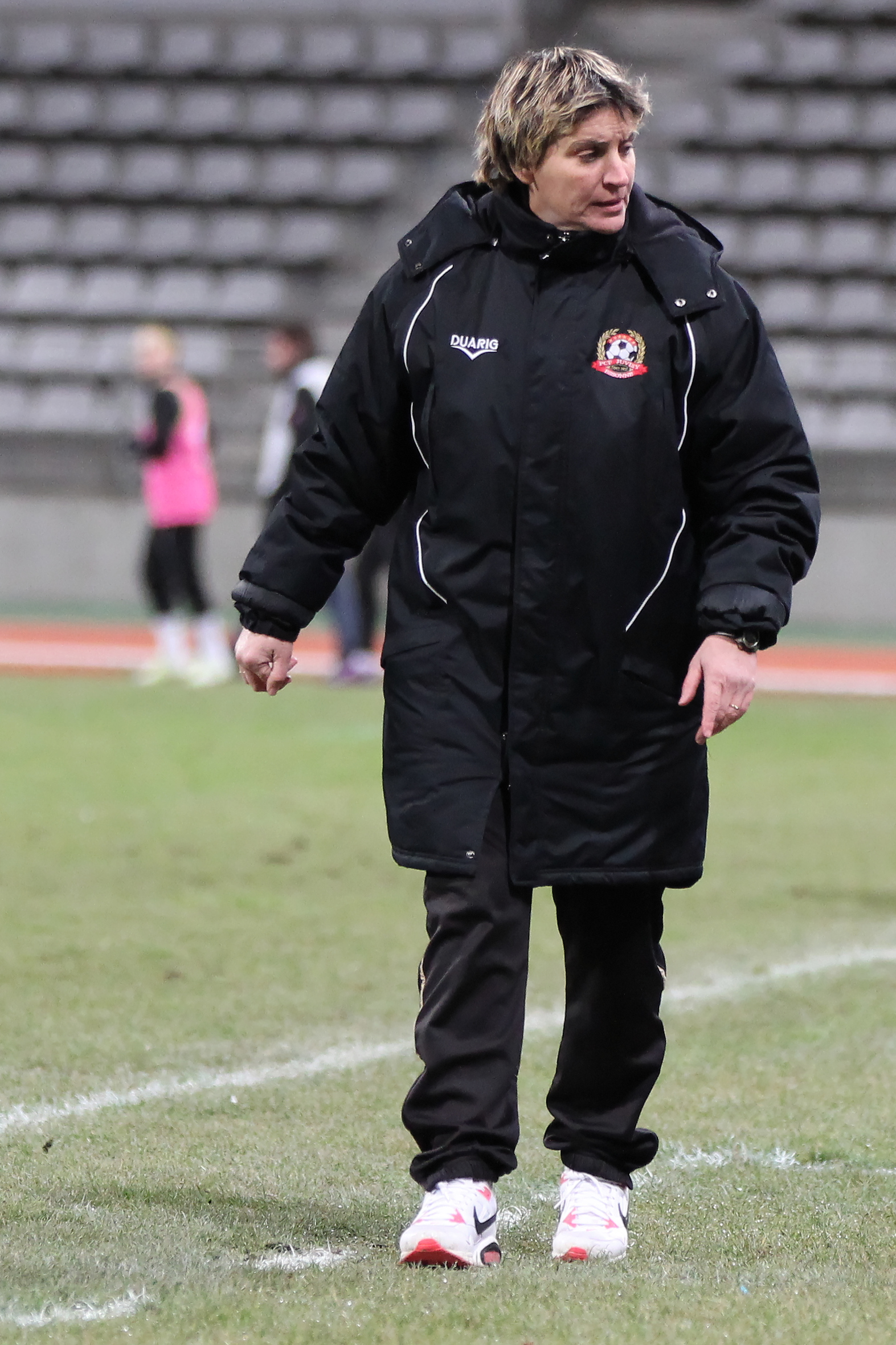
Sandrine Mathivet (2012)

Sandrine Mathivet (* 25. Oktober 1968 in Saint-Rémy) ist eine ehemalige französische Fußballspielerin, die seit ihrem Karriereende als Trainerin und Funktionärin arbeitet. Sie war bis 2014 nahezu ausschließlich für den Frauenverein Juvisy FCF tätig.

## Spielerkarriere
Über Sandrine Mathivets sportlichen Weg ist lediglich bekannt, dass sie ab 1993 Abwehrspielerin bei Juvisy FCF war; zu diesem Zeitpunkt stand sie bereits in ihrem 25. Lebensjahr. In den verwendeten Quellen finden sich weder ihre vorherigen Vereinsstationen noch Informationen über die Frage, ob sie in Juvisys Erstliga- oder in einer anderen Mannschaft des Klubs aktiv war. Damit kann derzeit auch nicht gesagt werden, ob sie am Gewinn eines oder mehrerer der fünf Landesmeistertitel beteiligt war, die die Frauenelf zwischen 1994 und 2003 gewonnen hatte. Dies liegt daran, dass die 1990er oder noch frühere Jahrzehnte des französischen Frauenfußballs und der Meisterschaftsgeschichte auch 2015 noch nicht aufgearbeitet sind.

## Als Trainerin und Funktionärin
Bereits während ihrer Spielerzeit hat die hauptberufliche Sportlehrerin Mädchenteams des Vereins trainiert; 2003 übernahm sie das Training von Juvisys Reserveelf; trotz erfolgreicher fünf Jahre mit dieser „zweiten Garnitur“ (ihr gelang unter anderem ein Aufstieg) zögerte die Klubführung zunächst, ihr auch die Erstliga-Frauschaft anzuvertrauen, als Éric Duprat seine Tätigkeit dort beendete. Ab 2009 übte sie diese Funktion dann doch aus und blieb bis 2013 Chefcoach. Ihr Nachfolger auf der Trainerbank wurde mit Pascal Gouzènes wieder ein Mann. Während der vier Jahre führte Mathivet den JFCF zweimal zur französischen Vizemeisterschaft (2010 und 2012) hinter „Serienmeister“ Olympique Lyon. Im Europapokal erreichten die von ihr betreuten Frauen, zu denen unter anderem mehrere Nationalspielerinnen wie Anne-Laure Casseleux, Camille Catala, Amélie Coquet, Sandrine Soubeyrand, Gaëtane Thiney, Laëtitia Tonazzi oder die Belgierin Janice Cayman zählten, 2011 das Viertel- und 2013 sogar das Halbfinale. In letzterem Wettbewerb hatte das Los ausgerechnet Lyon zu Juvisys Gegner bestimmt, der den Weg in das Endspiel versperrte. Auf europäischer Bühne hat die Trainerin ihre Frauschaft in insgesamt 17 Begegnungen betreut.
2013 wechselte Sandrine Mathivet bei Juvisy in die Funktion der Sportdirektorin, in der sie unter anderem intensiv mit Marinette Pichon, einer ehemaligen „Spielerikone“ des Vereins, zusammenarbeitete; diese Rolle hatte sie bis Ende 2014 inne. Im Dezember 2014 nahm sie eine – in ihren eigenen Worten – „neue Herausforderung“ an und verließ den Juvisy FCF nach gut 21 Jahren. Sie ist seither Mitglied der Direction Technique Nationale (DTN) des französischen Fußballverbandes und Koordinatorin beim Institut national du sport, de l’expertise et de la performance (INSEP); diese dem Sportministerium unterstehende Einrichtung verknüpft schulische Ausbildung und sportliche Förderung jugendlicher und heranwachsender Spitzensportler aller Disziplinen beiderlei Geschlechts, aber auch sportwissenschaftliche und medizinische Forschung und Anwendung.
Zur Saison 2016/17 wurde sie von Frauen-Zweitdivisionär FCO Dijon für zwei Jahre als Cheftrainerin verpflichtet. Vorgegebenes Ziel war, dass der FCO ab 2018 der höchsten Spielklasse angehören sollte. Als das Team 2017 um einen Punkt am Aufstieg scheiterte, löste Mathivet ihren Vertrag vorzeitig auf.

## Mathivets Sicht auf den Frauenfußball
Aus ihrer jahrzehntelangen intimen Kenntnis ihres Sports hat Sandrine Mathivet eine prononcierte Einstellung entwickelt, die nicht nur von den Fachmedien wiederholt aufgegriffen wurde und wird. So formulierte sie bezüglich der immer wieder vorgenommenen – und auch von ihr als wenig sinnvoll charakterisierten – Vergleiche zwischen Frauen- und Männerfußball:

„Frauen spielen sauberer, die Zweikämpfe sind weniger ruppig. Und die Mädchen stehen den Männern technisch in nichts mehr nach. Der Frauenfußball stellt die Rückkehr zu den Wurzeln [dieses Sports] dar.“

Manchem Journalisten empfahl sie schon einmal, er möge doch besser „weniger Augenmerk auf die körperlichen Merkmale“ von Sportlerinnen richten. Zwar ist sie eine Befürworterin einer weiteren Professionalisierung des Frauenfußballs, zugleich aber warnt sie davor, dabei falsche Schwerpunkte zu setzen; Vorrang müssten Ausbildung und Erziehung der Jugendlichen und jungen Frauen besitzen. Für ganz entscheidend hält es Sandrine Mathivet, „zu verhindern, dass die gleichen Geldbeträge wie bei den Männern fließen“ – diese empfindet sie als „unanständig“.
Zugleich beklagt sie, dass selbst in der gegenwärtigen Gesellschaft häufig noch eine Einstellung vorherrsche, die fußballinteressierte Mädchen an der Ausübung ihres Sports hindere, weil sie nicht als „verhinderte Jungen“ gelten wollten.